# Prionolabis astans
Prionolabis astans là một loài ruồi trong họ Limoniidae. Chúng phân bố ở miền Cổ bắc.